# Erica Dasher
Erica Dasher (nacida el 27 de octubre de 1987) es una actriz estadounidense principalmente conocida por su papel como Jane Quimby, protagonista de la serie Jane by Design.

## Historia
Dasher nació en Houston, Texas. Asistió a la escuela The Village School en el lado oeste de Houston, pero luego se cambió a Escuela Preparatoria Westside, donde se graduó en 2004. Asistió a la Universidad del Sur de California, donde estudió teatro con la intención de convertirse en directora y productora de cine.

## Carrera
Dasher coprotagonizó como Madison la webserie The Lake para el canal The WB. Ella junto con Sami Kriegstein fundó la productora Not Just Dead Bodies en 2007. La compañía produjo el documental Double Speak. Ella fue el personaje principal de la serie Jane by Design para una temporada antes de que fuera cancelada.
Dasher también trabajó como asistente de producción en la película Reservations en 2008.

## Filmografía
| Año  | Título             | Personaje               | Notas                  |
| ---- | ------------------ | ----------------------- | ---------------------- |
| 2008 | Reservations       | Asistente de producción |                        |
| 2009 | Speak Easy         | Productora              |                        |
| 2010 | Chicken on a Pizza | Novia de Larry          | Cortometraje           |
| 2011 | Come Visit         | Amelia                  | Cortometraje           |
| 2014 | Era Apocrypha      |                         | Cortometraje           |
| 2014 | Wave               | Michelle                | Cortometraje           |
| 2015 | This is Not a Club |                         | Guionista y productora |
| 2016 | Dating Daisy       | Liz                     |                        |
| 2016 | The Body Tree      | Alice                   |                        |

| Año     | Título                         | Personaje      | Notas                                                |
| ------- | ------------------------------ | -------------- | ---------------------------------------------------- |
| 2009    | Vicariously                    | Kristy         | Episodio: "The Dance"                                |
| 2009    | The Lake                       | Madison        | Rol principal                                        |
| 2012    | Jane by Design                 | Jane Quimby    | Rol principal                                        |
| 2013    | CSI: Crime Scene Investigation | Carrie Sinlair | Episodio: "Ghosts of the Past"                       |
| 2015    | NCIS: New Orleans              | Sofía Freeman  | Episodio 11 de la Temporada 2: "Blue Christmas"      |
| 2016-17 | Guidance                       | Alana Matthews | Rol principal (Temporada 2)                          |
| 2018    | Timeless                       | Alice Paul     | Episodio 7 de la temporada 2: "Mrs. Sherlock Holmes" |